# 前548年
| 千纪： | 前1千纪 |
| 世纪： | 前7世纪 \| 前6世纪 \| 前5世纪 |
| 年代： | 前570年代 \| 前560年代 \| 前550年代 \| 前540年代 \| 前530年代 \| 前520年代 \| 前510年代 |
| 年份： | 前553年 \| 前552年 \| 前551年 \| 前550年 \| 前549年 \| 前548年 \| 前547年 \| 前546年 \| 前545年 \| 前544年 \| 前543年                                                                                  |
| 纪年： | 周靈王二十四年 魯襄公二十五年 齐庄公六年 晋平公十年 秦景公二十九年 宋平公二十八年 楚康王十二年 卫殇公十一年 陈哀公二十一年 蔡景侯四十四年 曹武公七年 郑简公十八年 燕懿公元年 吴王诸樊十三年 杞文公二年 |

## 大事記
- 春，齊國的崔杼率領軍隊進攻魯國北部邊境，報復孟孝伯去年進攻齊國，即齊崔杼攻魯之戰。
- 夏，崔杼弑齐庄公，立齐景公，齊景公即位後，任命崔杼為右相，慶封為左相。
- 楚国进行改革，“书土田，度山林……量入修赋，赋车籍马”。
- 楚国在巢邑战败吴国，灭舒鸠国。
- 鄭攻陳之戰，陳國向鄭國獻祭品講和。

## 逝世
十二月，諸樊（春秋吳國第二十任君王） 
- 齐庄公，齐国君主